# Sticlă de ceas
Sticla de ceas este un obiect folosit îndeosebi în laboratoarele de chimie. Are o formă circulară, convex-concavă, și un diametru de câțiva centimetri. Numele ei provine de la asemănarea cu sticla ce acoperă de obicei cadranele de ceas.

## Folosire
În laboratoarele de chimie este folosită pentru a stimula evaporarea unui lichid. Când este folosită ca suprafață de evaporare, sticla de ceas permite observarea mai precisă a precipitatelor sau a cristalelor depuse. Pentru a scoate mai bine în evidență substanțele rămase după evaporare, sticla de ceas poate fi placată cu o peliculă de culoare contrastantă, sau mai poate fi și plasată deasupra unei suprafețe închise la culoare.
Sticla de ceas mai poate fi folosită la acoperirea unui pahar cu băutură, pentru a-i concentra aroma.
O altă utilizare este drept capac pentru vase, pentru a preveni scurgerile de lichid. 